# Urs Egger
Urs Egger (Bern, 1955 – Berlin, Németország, 2020. január 18.) svájci filmrendező.

## Filmjei
Mozifilmek
- Atelier 5 (1982)
- The Vyllies: Whispers in the Shadow (1985)
- Motten im Licht
- Kinder der Landstrasse (1992)
- Epstein éjszakája (Epsteins Nacht) (2002)
- Kranke Geschäfte (2019)

Rövidfilmek
- Eiskalte Vögel (1978)
- Go West, Young Man (1980)

Dokumentumfilmek
- Bilder vom Maler (1987)

Tv-filmek
- Chaos am Gotthard (1988)
- In uns die Hölle (1995)
- Der Tourist (1995)
- Huligánok (Die Halbstarken) (1996)
- Merénylet az Operabálon (Opernball) (1998)
- Berlin - Eine Stadt sucht den Mörder (2003)
- Die Rückkehr des Tanzlehrers (2004)
- Család kerestetik (Familie auf Bestellung) (2004)
- Der Mörder meines Vaters (2005)
- Tod eines Keilers (2006)
- An die Grenze (2007)
- Erlkönig (2007)
- Das jüngste Gericht (2008)
- Böses Erwachen (2009)
- Kennedys Hirn (2010)
- Wolfsfährte (2010)
- Restrisiko (2011)
- Charlotte Link – A másik gyerek (Charlotte Link – Das andere Kind) (2013)
- Krokodil (2013)
- München Mord (2013)
- Der letzte Kronzeuge (2014)
- Die Seelen im Feuer (2014)
- Der Fall Bruckner (2014)
- Eine Liebe für den Frieden - Bertha von Suttner und Alfred Nobel (2014)
- Brief an mein Leben (2015)
- Der Bankraub (2015)
- Der Sohn (2017)
- Ein Kind wird gesucht (2017)
- Das Wunder von Wörgl (2018)
- Die Spur der Mörder (2019)
- Experiment Ost (2019)

Tv-sorozatok
- Peter Strohm (1989, egy epizód)
- Tetthely (Tatort) (1990, egy epizód)
- A felügyelőnő (Die Kommissarin) (1995–1996, két epizód)
- Die Stadtindianer (1996, három epizód)
- Blond: Eva Blond! (2002, egy epizód)
- Das Duo (2006, két epizód)
- Der Staatsanwalt (2011–2012, két epizód)
- Gotthard (2016, két epizód)
- Hunt for the Bosses (2019)